# ديفيد شيروود
ديفيد شيروود (بالإنجليزية: David Sherwood)‏ مواليد 6 مايو 1980 في شفيلد، هو لاعب كرة مضرب بريطاني يلعب باليد اليمنى. أعلى تصنيف له في الفردي كان المركز الـ 214 في سنة 2005.

## بطولات حققها
- بطولة أستراليا المفتوحة للتنس

## روابط خارجية
- ديفيد شيروود على موقع رابطة محترفي التنس (الإنجليزية)
- ديفيد شيروود على موقع الاتحاد الدولي لكرة المضرب (الإنجليزية)
- ديفيد شيروود على موقع كأس ديفيز (الإنجليزية)
- ديفيد شيروود على موقع خلاصة التنس.كوم (الإنجليزية)